# صفر به توان صفر
صفر به توان صفر, که با 00 نمایش می‌دهند یک عبارت (ریاضیات) است که توافقی برای مقدار آن وجود ندارد. در بیشتر موارد آن را برابر با ۱ یا بدون تعریف می‌دانند که بیشتر به موقعیت و شرایط تعریف می‌شود.
در جبر، ترکیبیات، یا نظریه مجموعه‌ها، بیشترین توافق برای 00 = 1است با وجودی که در آنالیز ریاضی بر روی بدون تعریف یا صورت مبهم بیشترین توافق وجود دارد.

## رفتار کامپیوتر

### استاندارد IEEE
استاندارد ممیز شناور IEEE 754-2008 برای کتابخانه‌های ممیز شناور طراحی شده‌است که تعدادی از عملیات‌ها را برای محاسبه توان معرفی می‌کند:
- عملیات pow گزارهٔ 00 را به عنوان ۱. نتیجه‌ای مشابهpown دارد و برای بعضی از موارد نتیجه مانندpowr است.
- عملیات pown گزارهٔ 00 را به عنوان ۱. توان باید یک عدد صحیح باشد. مقدار برای مقادیر منفی مثلاً pown(−3,5)هست عدد −۲۴۳.
- عملیات powr گزارهٔ 00 را به عنوان NaN (غیرمعتبر یا ناشناخته یا غیرعدد). مقدار برای مواردی مانند powr(−3,2) برابر با NaN است. زمانی که پایه کمتر از صفر باشد. مقدار با e تعریف می‌شود epower×log(base).

### زبان‌های برنامه‌نویسی
در زبان‌های C و C++ مقداری برای 0 0 تعریف نمی‌شود (خطا رخ می‌دهد) ولی بر اساس C99 اگر از normative آنکس F پشتیبانی شود پاسخ برابر با ۱ خواهد بود چون وجود عدد بهتر از NaN است.
استاندارد زبان جاوا و چارچوب دات‌نت اسلوب System.Math.Pow عبارت 00 به عنوان ۱ تعریف می‌شود.

### نرم‌افزارهای ریاضی
- SageMath ساده شدهٔ b0 به عنوان ۱ در نظر می‌گیرد حتی اگر مقدار b تغییر کند؛ و 00 به عنوان ۱ در نظر می‌گیرد ولی 0x را برای سایر xها به صورت ساده‌شده تعریف نمی‌کند.
- متلب، زبان پایتون، Magma, GAP, SINGULAR و گنو آکتیو 00 را به عنوان ۱ در نظر می‌گیرند.

## برای مطالعهٔ بیشتر
- صفر به توان صفر در رشد آموزش ریاضی